# Barašević
Barašević je plemićka obitelj koja uživa plemstvo dobiveno od kralja Leopolda I., 6. lipnja 1690. godine. Po dolasku u Bačku županiju Antun i Josip Barašević nastanjuju se u Pačiru i mole Bačku županiju odobrenje za nastanjenje u plemićkom selu Miličić. 

## Pregled
Obitelj je vodila parnicu zbog svog plemstva, pa je tek 1. ožujka 1700. godine uvrštena u popis plemića Bačke županije.
Plemstvo je proglašeno 1754. godine. Godine 1771. obitelj ima 17 muških potomaka u Lemešu. Godine 1776. priznato je plemstvo Josipu Baraševiću u Lemešu, a god. 1798. upisani su u plemstvo i Lemeša Adam, Janko, Josip, Marko i Mihovil. 
Drugi autori ili ne spominju ovu obitelj ili navode pogrešno kako su tek 1826. stekli posjede u Lemešu. Predstavnici obitelji su bili u mjestu 1771., a 1803. su dobili i darovnicu na posjede. Potomci ove porodice i danas žive u mjestu i čuvaju originalnu grbovnicu s visećim pečatom. Iz ove porodice potječe Ivan Barašević von Knezy, svećenik švedske evangelističke crkve.